# Leheejärvi
Leheejärvi eller Lehejärvi är en sjö i Finland. Den ligger i kommunen Tavastehus i landskapet Egentliga Tavastland, i den södra delen av landet, 110 km norr om huvudstaden Helsingfors. Leheejärvi ligger 84,6 meter över havet. I omgivningarna runt Leheejärvi växer i huvudsak blandskog. Arean är 1,04 kvadratkilometer och strandlinjen är 7,14 kilometer lång. Sjön  ingår i Kumo älvs huvudavrinningsområde. 